# Fibre nerveuse du groupe C
Les fibres nerveuses du groupe C sont une des trois classes de fibres nerveuses du système nerveux central (SNC) et du système nerveux périphérique (SNP). Les fibres du groupe C ne sont pas myélinisées, sont de faible diamètre et ont une vitesse de conductivité basse, alors que celles des groupes A et B sont myélinisées. Les fibres du groupe C incluent les fibres nerveuses postganglionnaires du système nerveux autonome (SNA) et les fibres nerveuses des racines dorsales (fibres IV). Ces fibres transmettent des informations sensorielles.
Les dommages et lésions des fibres nerveuses causent des douleurs neuropathiques.

## Fonction
Les fibres nerveuses du groupe C peuvent réagir à des stimuli de nature thermique, mécanique et chimique. Elles répondent à différentes formes de changements physiologiques du corps, comme par exemple l'hypoxie, l'hypoglycémie, l'hypo-osmolarité, la présence de produits métaboliques des muscles, le toucher léger.
La capsaïcine présente dans les piments active les récepteurs vanilloïdiques des fibres du groupe C, provoquant ainsi une sensation de chaleur.